# 鬼鎮

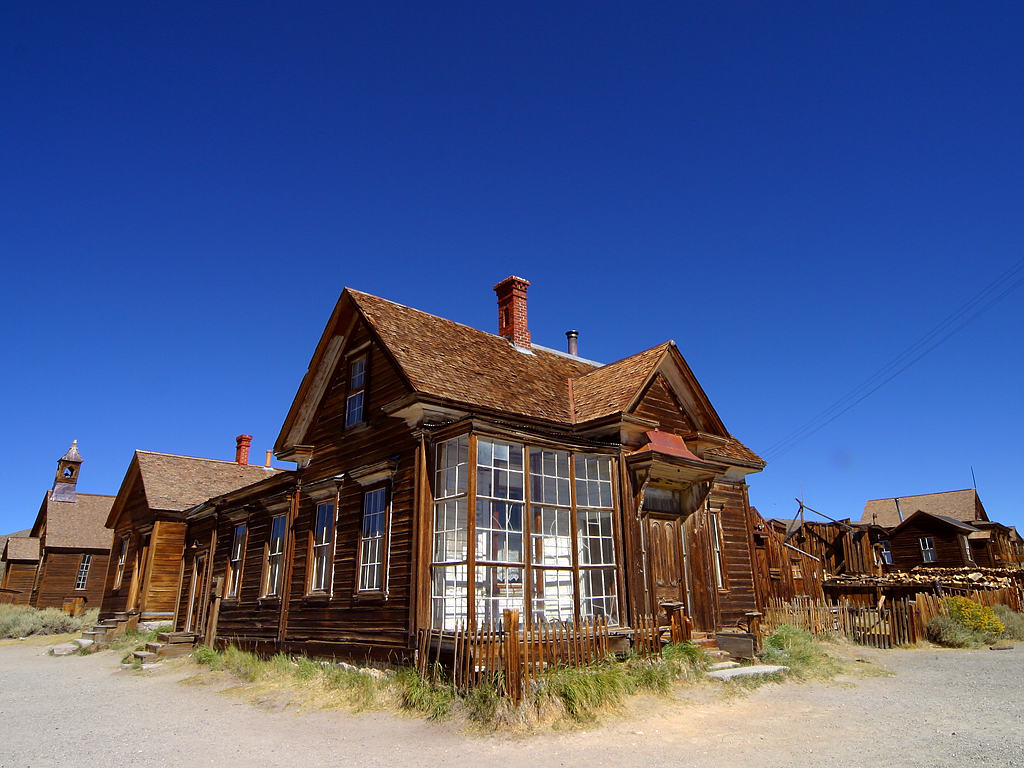
美國加州伯帝鎮的街角

鬼鎮（英語：ghost town）又稱鬼城，是由於經濟不振、環境惡劣等因素造成人口流失的荒廢城鎮。

## 形成原因及各地鬼鎮

### 礦業衰敗
有相當多的鬼鎮目前分布在北美大平原上，自1920年代開始，鎮上人口急遽少於三分之一以上的，大都成為了鬼鎮。特別是美國的堪薩斯州，就有超過6000個鬼鎮，根據堪薩斯的歷史學家丹尼爾·費滋傑羅（Daniel Fitzgerald）的研究指出，鬼城幾乎都在採礦業盛行的地區產生，如美國的科羅拉多州、亞利桑納州、內華達州、蒙大拿州、加州西部與西維吉尼亞州東部等地。在這個範圍之外，還有路易斯安那州、喬治亞州與佛羅里達州是美國東南部鬼鎮的觀察地。然而，世界上並非僅有美國有此獨特人文景像，在加拿大安大略省北部、不列顛哥倫比亞省、紐芬蘭與拉布拉多省等地，以及澳洲的某些地方，也都有鬼鎮。以下是幾個鬼鎮的例子：
- 科羅拉多州的中心城（Central City, Colorado）
- 蒙大拿州的弗吉尼亚城（Virginia City, Montana）
- 亞利桑納州的汤姆斯通（Tombstone, Arizona）
- 甘肃酒泉的老玉门县城
- 日本長崎的端島
- 烏克蘭的普里皮亚季
- 衣索比亞北部的達洛爾

### 資源分布變化
除了礦業蕭條這個主要原因之外，自然資源或交通资源等的變化，也是造成鬼鎮的因素。例如可飲用的水源消失、鐵路改道、公路系統更改、不再有大眾交通經過該地，或是主要經濟活動都轉移至別鎮等。像是鹹海正在急速縮小，十年後可能就會消失，就不再有河流或高速公路系統通過，因此鹹海周圍在十年後可能會出現一批鬼鎮。
中华人民共和国的尼雅遺址、楼兰城，均為鬼镇，其形成原因是荒漠化导致水源缺乏，不适宜人类生存。

### 天灾人祸

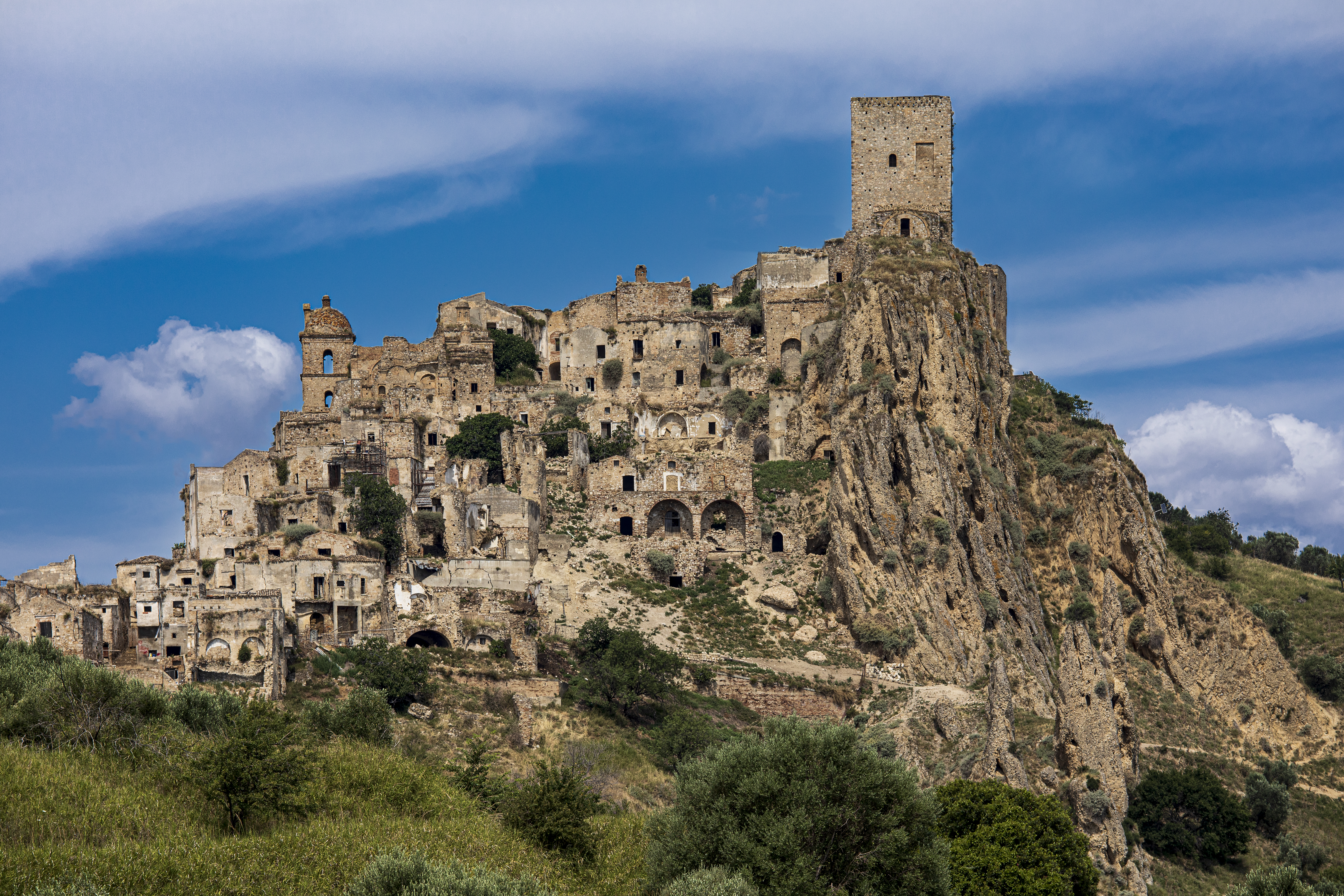
克拉科

灾难也可能是造成鬼镇的一个因素。原因包括瘟疫、自然灾害、核事故、战争等。在東阿肯色州的一些地方小鎮，就曾因西班牙流感（Spanish Flu pandemic）的盛行，而被放棄居住。
在歐洲，也有許多村落就變成了無人居住的鬼鎮。因為戰亂、種族滅絕等動蕩不安的環境，全鎮的人都放棄了居住在此處。如1260年瑞典內爾徹省（Närke）上的斯約斯德鎮（Sjöstad）。全鎮700位居民遷移過結冰的Vättern湖之後，就被丹麥人全數消滅，隨後丹麥人到斯約斯德鎮上放火破壞，使得該鎮再也沒人居住。諸如此類的過程今日依然在發生，英語中稱之為廢棄村落（Abandoned village）。例如1990年代在德國西北方 Etzweiler 裡的村落，曾因煤礦產地而興盛，但今日正在逐漸荒廢中。
1870-1930年代美国西部的开发热潮中有很多移民定居在边疆带（从北达科他到德克萨斯一线的6个州）州份和落基山脉东麓各州（科罗拉多、新墨西哥和怀俄明），这里远离海洋和季风地区而气候干燥，但他们仍在此放牧或耕种，高强度农业活动导致土地退化和荒漠化，1932年开始连续多年这一地区爆发黑风暴，导致当地的农业和畜牧业收到严重打击，大批农村居民不得不搬离，在这些地区出现了大量鬼镇，其中以堪萨斯州最多。
1974年，土耳其入侵塞浦路斯法马古斯塔的南方，迫使居住在瓦罗西亚的原住民遷移並放棄該地。當地在入侵問題尚未解決前，都會是一個鬼鎮。
1978年，圭亞那的瓊斯鎮（Jonestown）在人民聖殿教集體自殺事件後，也成了一個鬼鎮。
1962年，美国宾夕法尼亚州中部的森特勒里亚发生地下煤火灾害。随后的调查研究发现地下火造成空气质量下降和毒气问题，以及塌陷问题频发，20世纪80-90年代政府迫使当地居民迁出，森特勒里亚成了鬼城。目前只有几户人家共9人居住于此。
位于澳大利亚西北部的威特努姆曾是以石棉开采为主要经济产业的小镇。然而石棉导致的健康问题随着时间的推移愈发明显，于是1966年当地政府关闭了石棉矿场，并强制撤离当地居民。截至目前，威特努姆僅剩的數名居民已經在當地政府的指引下遷移離開此地。并且附近到处都设立了警示牌，警告人们不要进入。威特努姆的空气目前仍有大量石棉粉尘，可使人致癌。

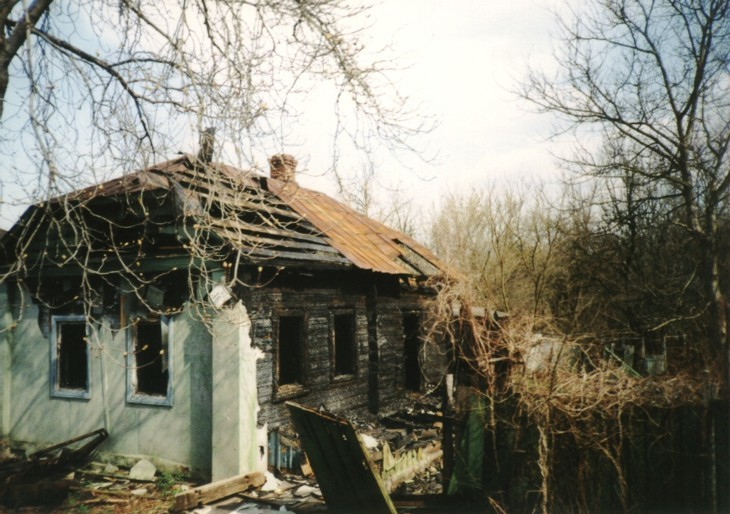
車諾比核能外洩事件之後事發地點遺留的廢棄房屋

1986年，蘇聯的車諾比核能外洩事件後，北烏克蘭的普里皮亚季（Prypyat）與周邊的小鎮因為政府強制撤離居民也成為了鬼鎮。因此受在核能汙染的威脅，被政府劃入以核電廠為中心畫定方圓30公里的封閉禁入區域，此鬼鎮的形成可說是蘇聯解體時期一個重要的象徵。
1995年7月18日起，蘇弗里耶爾火山長期噴發並造成蒙特塞拉特的嚴重破壞。爆發導致島首府普利茅斯被火山灰流沖毀，當地人口已經疏散，政府已經遷至布萊茲，不過法定上依舊以普利茅斯為首都。
2011年，東日本大地震所引起的福島第一核電廠事故，該電廠周圍20公里內區域被政府划為警戒區而封閉。雙葉町、大熊町等區區內居民被強制撤離。时至今日，福岛、宫城等县仍然有很多沿海村镇被废弃，因为海啸摧毁了绝大多数建筑，居民也在被迁往其他地区避难后定居在了当地，使得这些村镇已经失去了开发重建的价值。
2014年开始的顿巴斯战争导致沿双方交火线的城镇被遗弃，比如顿涅茨克西北方靠近机场的村镇，以及卢甘斯克北边的一些村镇。这些城市被轰炸或不断有军队在此交战导致建筑被摧毁，而当地居民流离失所且因为战争一直持续时至今日也无法回到家乡。2022年2月爆发的俄乌战争更进一步使乌克兰东部和南部的城镇遭受破坏，预计也会产生大量鬼镇。
當城市因為天災嚴重損壞時，且損失及重建工程大於政府及民間能夠支付的金額時，往往會將該城市廢棄，而將原城市的人口遷移到新的城市。

### 政府重大工程
鬼鎮的形成除了戰爭、災難等因素，也可能來自於政府的重大工程，有時政府必須徵用土地，並告知居民離開，如美國太空總署在密西西比州預備建造太空梭推進力測試中心與斯坦尼斯航天中心時，需要88平方公里的周邊緩衝用地，以免太空梭所產生的噪音、廢氣、潛在的危險等影響到週邊居民；最後造成了中心周圍相當廣泛的空曠區，以及其中神秘的鬼鎮與荒廢的道路系統。此外，當政府決定建造水壩時，水壩所即將淹沒的城鎮，也就算是水底下的鬼鎮，例子有被千島湖淹沒的遂安縣城。

### 經濟因素
不少地區為催谷生產總值，在遠離市中心的地方建設「新城」，但由於房地產市場過熱、位置偏遠、社區配套設施不足、就業機會不足等情況，而不能吸引市民入住。如中国陕西榆林市建於沙漠邊緣的鳳凰新城，在交樓後一年，入住率只有百分之十。中国内蒙古鄂尔多斯市快速发展时期建立的康巴什新区也是一个例子。另外亦有一些鬼鎮因後續資金不足而導致興建中的住宅群未能落成。
2008年初，由於美國的次貸危機引發的房地產崩盤，使美國不少小鎮變成了鬼鎮。有報章把奧克拉荷馬州一個鬼鎮衰落的景況報導出來，但被鎮政府控告，指報章對小鎮抹黑。

### 气候因素
加拿大的斯纳格村和俄罗斯的弗兰格尔岛上的乌沙科夫斯科耶村都是因为气候恶劣而被废弃。

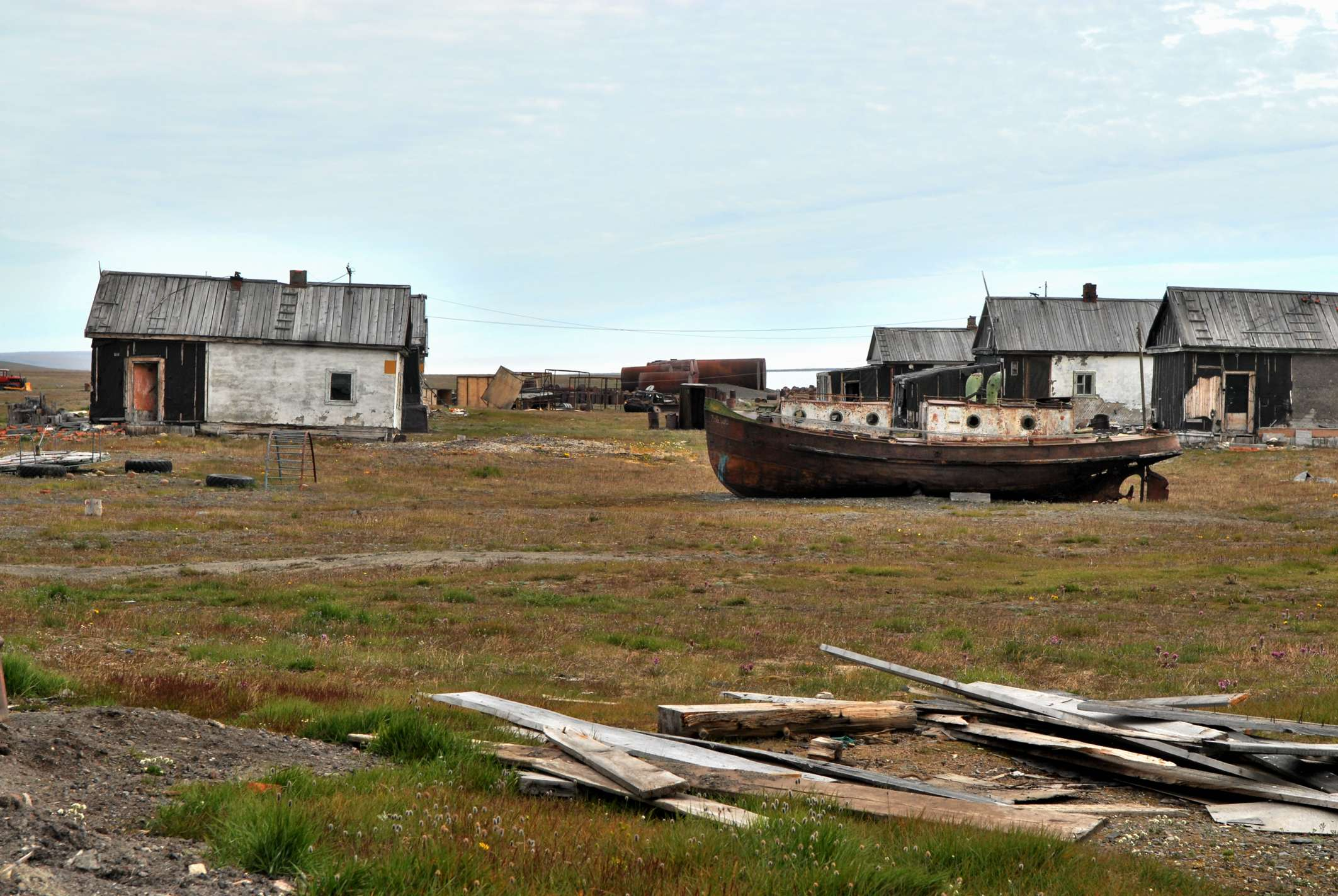
位于弗兰格尔岛上的废弃村庄乌沙科夫斯科耶村

## 觀光
某些鬼鎮特別吸引遊客，因為鎮裡保存了一些有趣的建築。此外，參觀、寫作或是專門拍攝鬼鎮也成為了小型產業，较为常见的类似于废墟旅游或工业旅游。
在這之外的鬼鎮之所以不被造訪的原因，可能是範圍太廣、一般交通工具難以抵達、或是進入根本就是非法的。
有一些鬼鎮則透過歷史旅遊的興起獲得了重生，在澳州的瓦爾哈拉鎮，是一個因金礦沒落而形成的鬼鎮，近年來因為整個鄰近區域多了不少歷史觀光景點，瓦爾哈拉鎮又重新有居民回來居住，並也恢复了一些經濟活動。
此外，美國南加州的卡利可鎮（Calico）前居民最近企圖宣稱該鎮為「正式的鬼鎮」（英語：Official Ghost Town），但北加州伯帝鎮（Bodie）前居民無法接受這個說法，伯帝鎮是19世紀後期就被拋棄的城鎮，範圍相當廣，也是北加州莫諾湖（Mono Lake）觀光區域中的著名景點之一。

### 引用
1. ↑  自由時報電子報. . 自由電子報. 2016-08-22  [2020-09-06]. （原始内容存档于2021-05-21） （中文（臺灣））.

### 書籍
- Ghost Towns of Texas by T. Lindsey Baker, University of Oklahoma Press, 1991, Paperback, ISBN 0-8061-2189-0
- Standing legacy: Ghost towns preserve the Ottawa Valley’s rich history. Photography by Paul Politis and text by Tobi McIntyre. (Source: Canadian Geographic （页面存档备份，存于）
- Stampede to Timberline, Colorado's Ghost Towns and Mining Camps by Muriel Sibell Wolle, Revised and Enlarged Edition, Paperback, Swallow Press, 1991, ISBN 0-8040-0946-5
- Timberline Tailings, Tales of Colorado's Ghost Towns and Mining Camps, Muriel Sibell Wolle, Sage Books, Swallow Press, 1993, Paperback, ISBN 0-8040-0946-5; older hardback editions are available as used books.
- Ghost Towns of the American West by Berthold Steinhilber (Photographer), Mario Kaiser (Author), Michael Koetzle (Author), Wim Wenders (Author), Harry N. Abrams, 2003.

## 延伸閱讀
- 《科羅拉多州鬼鎮與礦區 Stampede to Timberline, Colorado's Ghost Towns and Mining Camps》 by Muriel Sibell Wolle, Revised and Enlarged Edition, Paperback, Swallow Press, 1991, ISBN 0-8040-0946-5
- 《科羅拉多州鬼鎮與礦區傳說 Timberline Tailings, Tales of Colorado's Ghost Towns and Mining Camps》, Muriel Sibell Wolle, Sage Books, Swallow Press, 1993, Paperback, ISBN 0-8040-0946-5; older hardback editions are available as used books.

以上兩本書的作者莫瑞·西貝（Muriel Sibell Wolle）是科羅拉多州立大學波德校區的教授，自1920年代開始參訪了許多科羅拉多州的鬼鎮，並逐一作素描紀錄，第二本書則是記載了比較多的文字。